# Столлман, Ричард Мэттью

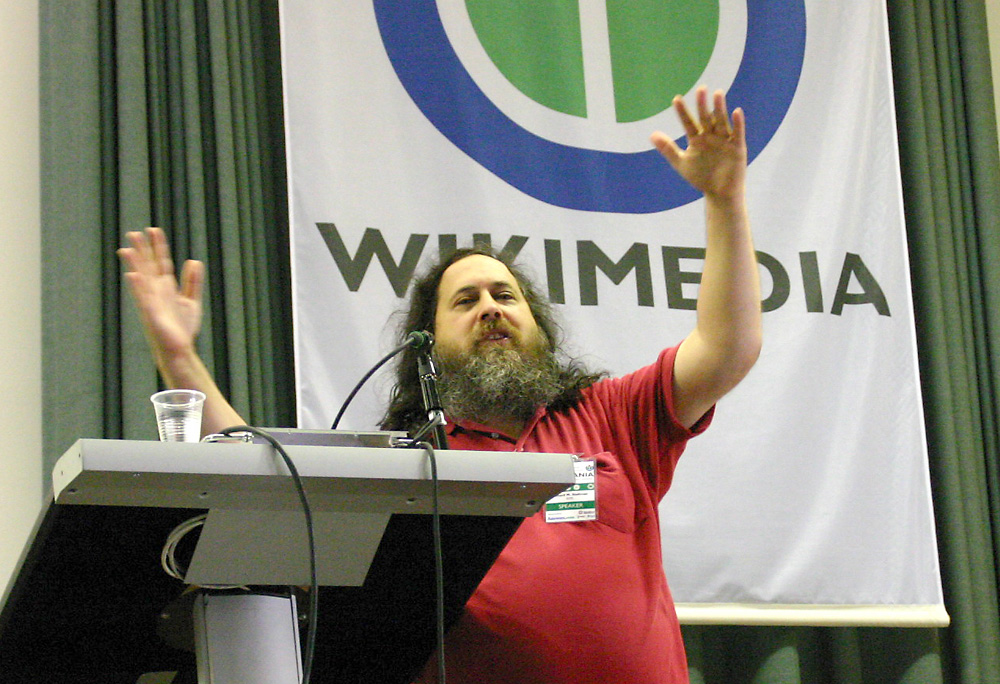
Ричард Столлман на «Викимании-2005»

Ричард Мэттью Столлман (англ. Richard Matthew Stallman; род. 16 марта 1953, Манхэттен, Нью-Йорк), также упоминаемый как rms, — основатель движения свободного программного обеспечения, проекта GNU, Фонда свободного программного обеспечения и Лиги за свободу программирования. Автор концепции «копилефта», призванной защищать идеалы движения; эту концепцию он с помощью юристов позже воплотил в лицензии GNU General Public License (GNU GPL) для ПО.
Ранее также известный программист. Из авторских программ можно отметить GNU Emacs, Коллекция компиляторов GNU (GCC) и Отладчик GNU (GDB). С середины 1990-х годов Столлман стал программировать значительно меньше, посвятив себя распространению идей свободного ПО.

## Краткая биография
Родился 16 марта 1953 года в Нью-Йорке, в семье Дэниэля Столлмана и Элис Липпман. В 1974 году окончил Гарвард и поступил в Массачусетский технологический институт. Вскоре отказался от планов получения дальнейшего научного образования, но остался в МТИ работать программистом в лаборатории искусственного интеллекта. В январе 1984 года оставил работу в МТИ, чтобы посвятить себя работе над проектом GNU, который он основал в сентябре 1983 года.
Лауреат премии имени Грейс Мюррей Хоппер (1990).
В 2019 году покинул пост руководителя FSF после того, как критике подверглись его высказывания по делу Джеффри Эпштейна, в том числе в виде опубликованных блогерами и журналистами вырванных из контекста и искажённых отдельных фраз из этих высказываний. В марте 2021 года объявил о своём возвращении в совет директоров FSF.

## Свободное ПО и терминология
На протяжении многих лет Столлман борется за чистоту и точность своей терминологии. Проблема усложнена тем, что в английском языке «свободное» и «бесплатное» обозначаются одним и тем же словом «free». В настоящее время (в том числе с поддержки коммерческих компаний) более распространённым стало альтернативное наименование «Open Source» («открытые исходники»), хоть такое ПО обычно является также свободным. Столлман, однако, совершенно не согласен с употреблением этого термина (по крайней мере, по отношению к программам, защищённым лицензиями GNU GPL и LGPL), поскольку этот термин скрывает, что настоящая цель такого ПО есть свобода. Несмотря на это, люди и группы, которые не солидарны с моральной философией Столлмана или которые к ней безразличны, очень часто смешивают понятия «свободное программное обеспечение» и «ПО с открытым исходным кодом».
По вышеуказанным причинам Столлман также убеждён, что нужно говорить «собственническое ПО» (англ. proprietary) вместо «ПО с закрытым исходным кодом», если ПО, о котором идёт речь, не может свободно распространяться, использоваться или модифицироваться. Столлман также считает неверным использование собирательного понятия «интеллектуальная собственность» и утверждает, что об авторском праве, патентах, торговых марках и тому подобных обстоятельствах надо говорить раздельно.
Столлман очень серьёзно относится к терминологии. Например, он даёт интервью только тем журналистам, которые согласны использовать его терминологию в статье о нём. Широко известно его требование называть систему с ядром Linux и средой GNU — GNU/Linux, так как такое название отражает её происхождение.

## Визиты в Россию

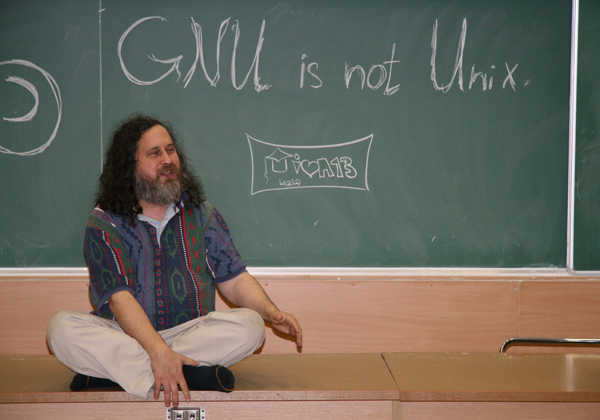
Ричард Столлман на факультете ВМК МГУ

В 2008 году Столлман приезжал в Москву. Это был второй его визит (первый был за 15 лет до этого, в апреле 1993 года). Он выступил с лекциями в МГУ и МФТИ на тему «Свободное программное обеспечение: этика и практика».
Также он посетил МЭИ 1 декабря 2011 года с темой выступления: «Движение свободного ПО и операционная система GNU/Linux». Во время этого визита в Москву, 30 ноября 2011 года он выступил с лекцией в рамках 13 Международной ярмарки интеллектуальной литературы non/fiction.
24 и 25 августа 2019 выступил с лекциями на фестивалях «Chaos Constructions 2019» и «TechTrain 2019» в Санкт-Петербурге, после которых проводил аукционы по продаже сувениров, доходы от которых направились как пожертвования в Фонд свободного программного обеспечения. После этого приехал в Москву в Московский политехнический университет и прочитал там лекцию 27 августа 2019 года.

## Защита данных
Столлман не советует пользоваться сотовыми телефонами, потому что он считает, что возможность определения текущего местоположения телефона может создать различные проблемы для абонента. Он объясняет, что при «обыкновенном» (кнопочном) выключении телефона, он на самом деле выключенным не является, и продолжает обратно отсылать сигналы, так что остаётся возможность с помощью метода триангуляции определять место нахождения пользователя и отслеживать его перемещения. Кроме того, микрофон может быть включен без ведома пользователя. В связи с этим Ричард также рекомендует вынимать батарею из мобильного телефона.
На своей лекции в Манчестере 1 мая 2008 года призывал пользоваться бумажными системами голосования вместо электронных, пояснив, что бумажная система даёт гораздо больше шансов на правильный подсчёт голосов.

## Уход из МТИ и Фонда свободного ПО
В 2019 году покинул пост руководителя FSF после того, как критике подверглись его высказывания в защиту сооснователя лаборатории искусственного интеллекта в МТИ Марвина Мински, в обсуждении призыва к увольнениям и протестам в МТИ в связи с делом мультимиллионера Джеффри Эпштейна.
В августе 2019 были раскрыты материалы иска против связанной с Эпштейном Гилейн Максвелл. Истица Вирджиния Джуфри назвала Мински среди известных людей, с которыми Эпштейн и Максвелл якобы указывали ей заниматься сексом, и предположила, что для этого её направили на Виргинские Острова — территорию США с возрастом согласия 18 лет; она не смогла назвать время, но во время указанного в деле их полёта туда в одном самолёте ей было 17 лет. Грегор Бенфорд написал Гленну Рейнольдсу, что Мински ей отказал, а вдова Мински сказала New York Post, что он никогда не ездил к Эпштейну без неё, и супруги всегда были вместе, да и ничего подозрительного у Эпштейна она не заметила, и что там были девушки, но они не показались ей (педиатру) чрезмерно молодыми. Эпштейн жертвовал в том числе и MIT Media Lab; директор MIT Media Lab Джой Ито скрыл источник этих пожертвований (по мнению Лоуренса Лессига, — чтобы не ассоциировать Эпштейна с добрым делом), за что был вынужден уволиться.
В призыве к протесту цитировались публикации в СМИ, в том числе статья Рассела Брэндома в The Verge, в которой вопрёки цитате из дела утверждалось, что Мински обвиняют в сексе с Джуфри. Такое заключение об утверждении истицы сделали и автор призыва, которая написала, что Минского обвиняют в «assaulting» (само это слово означает нападение и различные связанные с ним преступления; а sexual assault — половое преступление, обычно определяющееся действительным или формальным отсутствием согласия), и Столлман, который решил, что в статье утверждается, что секс был, и соответственно рассматривал текст призыва (материалы дела сам он скачать не мог, так как не разрешает браузеру выполнять несвободные скрипты).
В обсуждении Столлман раскритиковал использование по отношению к предполагаемым действиям Минского слова «assaulting» из-за широты термина «sexual assault», если он не знал о принуждении, ведь Эпштейн наверняка заставлял Джуфри притворяться, что всё добровольно.
В ответ на аргумент о том, что предполагаемое событие при указанных в статье предполагаемом месте и времени называлось бы на Виргинских островах США изнасилованием («rape»), он также назвал морально абсурдным основывать определение изнасилования на том, в какой стране оно происходит или том, 17 лет жертве или 18 (в США законы о возрасте сексуального согласия в основном свои в каждом штате, обычно с несколькими условиями).

### Чёрный пиар и увольнение
Текст сообщения попал к Селам Гано, одной из выпускниц МТИ (по её блогам и резюме, участвовала в исследованиях в MIT Media Lab в 2015—2017 годах; в год событий — разработчик роботов для проектов Минобороны США), ранее почти ничего не знавшей о Столлмане, которая опубликовала его в гневном посте в Medium вместе с критикой отдельных слов. Из критики выходило, будто Столлман предположил, что действия Джуфри могли быть добровольными, или что Минский знал, что ей нет 18 и что она содержится в рабстве. После этого Гано привела ещё несколько его шуток и цитат из высказываний, и перечислила его, Минского и несколько других мужчин как виновных в домогательствах, мизогинии и дискриминации, и призвала избавить МТИ от всех таких как они, даже если придётся разогнать МТИ совсем и строить с нуля.
В дальнейшем журналисты различных СМИ также вырывали из контекста отдельные фразы и искажали их. Например, в статье Vice вслед за Гано предположение о притворной добровольности превратили в предположение о настоящей; а в The Daily Beast и Daily Mail ещё и защиту Минского превратили в защиту Эпштейна. Это влияло на дальнейшее обсуждение.
В результате скандала Столлман был вынужден покинуть МТИ и руководство ФСПО. Он продолжает быть главой Проекта GNU.

### Реакция сторонников Столлмана
Некоторые в организации травли Столлмана и сотрудников МТИ подозревают Билла Гейтса, основателя, члена совета директоров и бывшего главу корпорации Microsoft, известной своей многолетней открытой враждебностью к свободному ПО и копилефту в частности: он оказался связан с Эпштейном и крупным пожертвованием MIT Media Lab в октябре 2014 года, но смог избежать скандала благодаря тому, что вскоре после публикаций о нём всё внимание переключилось на Столлмана. К тому же, в мае 2020 года в конференции Лаборатории искусственного интеллекта, где раньше работал Столлман, принял участие президент Microsoft Брэд Смит. Отмечается также рост влияния корпораций на свободные проекты и организации, связанные с их разработкой: покупка GitHub и npm корпорацией Microsoft; разработка последней Windows Subsystem for Linux и внесение изменений в ядро Linux для его использования с Windows как возможные шаги в Embrace, Extend, and Extinguish; частые похвалы WSL (Windows Subsystem for Linux) и Microsoft в блогах Canonical и Linux Foundation; поглощение компании Red Hat корпорацией IBM.

### Возвращение в FSF
21 марта 2021 года Столлман объявил о своём возвращении в Совет директоров ФСПО, в ответ на что были опубликованы письма с обвинениями в эйблизме и трансфобии, а также письма в его поддержку.

## Частная жизнь
Ричард Столлман — филкер, и на его сайте и сайте Проекта GNU размещены его песни на различные темы.
Никогда не был женат, однако разместил объявление, где полушутливо заявил, что ищет женщину для дружеских отношений.
Владеет испанским языком, активно использует его в различных мероприятиях и лекциях.
В сентябре 2023 года, выступая с докладом на мероприятии, посвященном 40-летию GNU, Столлман сообщил, что у него диагностирован рак.

### Притяжство
Притяжство́ (слово образовано объединением слов притяжение и Рождество; английское название Grav-mass) — это праздник, отмечаемый 25 декабря каждого года, в честь дня рождения английского физика Исаака Ньютона, который создал теорию всемирного тяготения. Идея празднования этого дня принадлежит Ричарду Столлману. По словам Ричарда Столлмана, он думает, что идею замыслил писатель Джеймс Хоган. В этот день люди празднуют существование постижимых законов физики. Так как, согласно легенде, Ньютон открыл свой закон в результате падения яблока, в этот день рекомендуется наряжать деревья яблоками или другими фруктами, но так, чтобы фрукты иногда падали, показывая в действии закон всемирного тяготения.

### Видео и фото
- CNews: Ричард Столлман — основатель свободного ПО снова в России
- Ричард Столлман в Москве. Фото, видео, аудио: часть 1
- Ричард Столлман в Москве, часть 2
- Ричард Столлман в Москве 2011, Гостиница «Radisson Славянская»
- Ричард Столлман в Москве 2011, МЭИ
- Ричард Столлман в Москве 2019
- Интервью программе SophieCo на RT